# Stazione di Pjatigorsk
La stazione di Pjatigorsk (in russo Пятигорск?) è la principale stazione ferroviaria di Pjatigorsk. Aperta nel 1894 posta sulla ferrovia Mineral'nye Vody-Kislovodsk.

## Storia
La stazione venne inaugurata nel 1894.